# David Beasley
David Beasley (Darlington, Carolina del Sur, 26 de febrero de 1957) es un político estadounidense y ex-director ejecutivo del Programa Mundial de Alimentos (PMA) de las Naciones Unidas. Beasley, miembro del Partido Republicano, se desempeñó durante un período como 113.er gobernador de Carolina del Sur desde 1995 hasta 1999.

## Primeros años
Beasley fue miembro de la Cámara de Representantes de Carolina del Sur desde 1979 hasta 1995, sirviendo como látigo de la mayoría de 1985 a 1986 y el líder de la mayoría de 1987 a 1989. Se desempeñó como el Speaker pro tempore y líder de la Mayoría más joven de la nación. Fue durante la sesión legislativa de 1991-1992 que Beasley pasó al Partido Republicano. Durante las elecciones de 1994 para gobernador, tanto Beasley como su oponente demócrata, el vicegobernador Nick Theodore, enfrentaron una dura oposición primaria dentro de sus respectivos partidos. Beasley derrotó a su competidor más duro, el ex congresista y senador estatal Arthur Ravenel Jr., tanto en las primarias como en la segunda vuelta, y ganó las elecciones generales por un estrecho margen de 50 % a 48 %. Se presentó para la reelección del cargo en las elecciones de 1998, en las cuales fue derrotado por el demócrata Jim Hodges.

## Programa Mundial de Alimentos

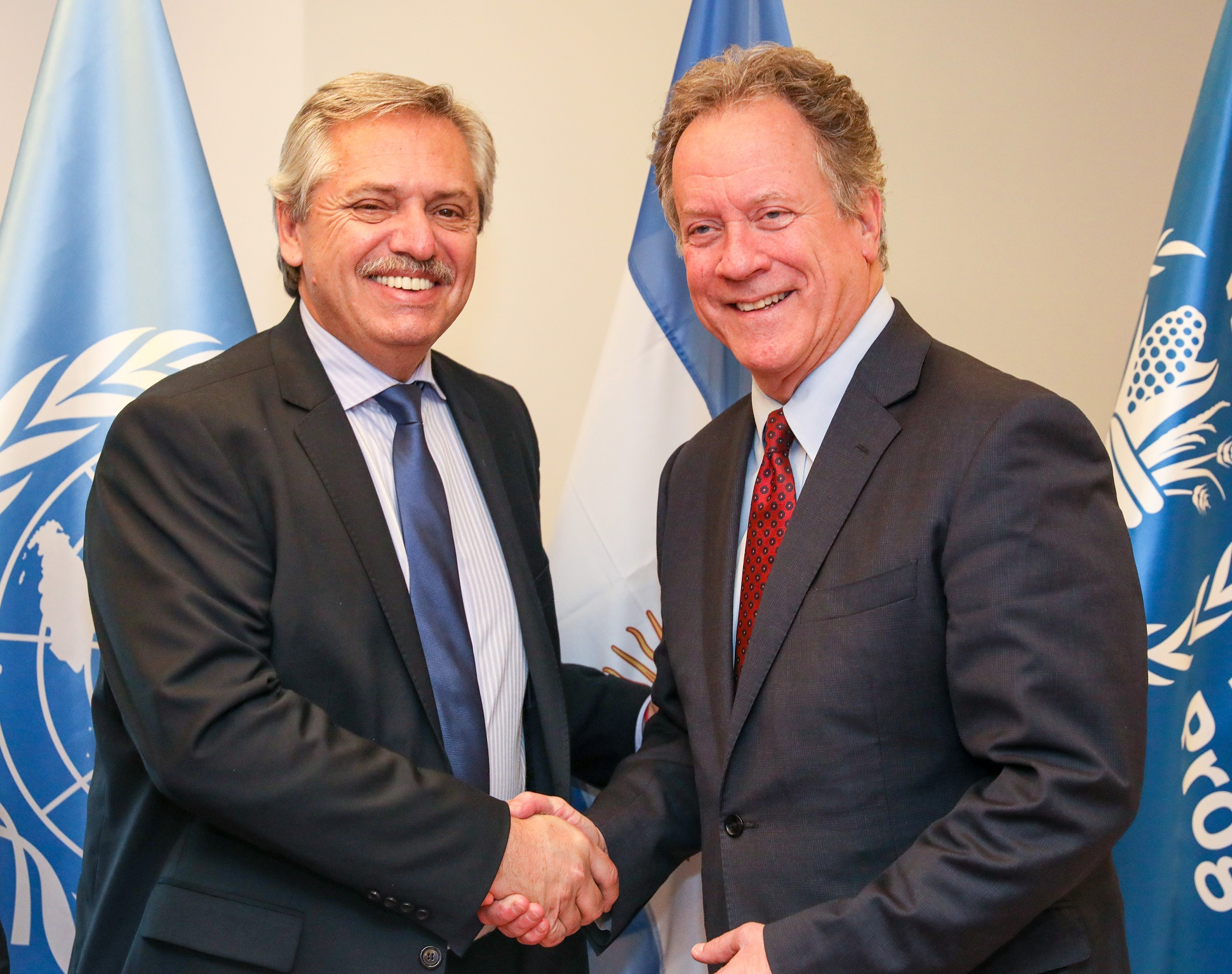
Beasley con el presidente argentino Alberto Fernández.

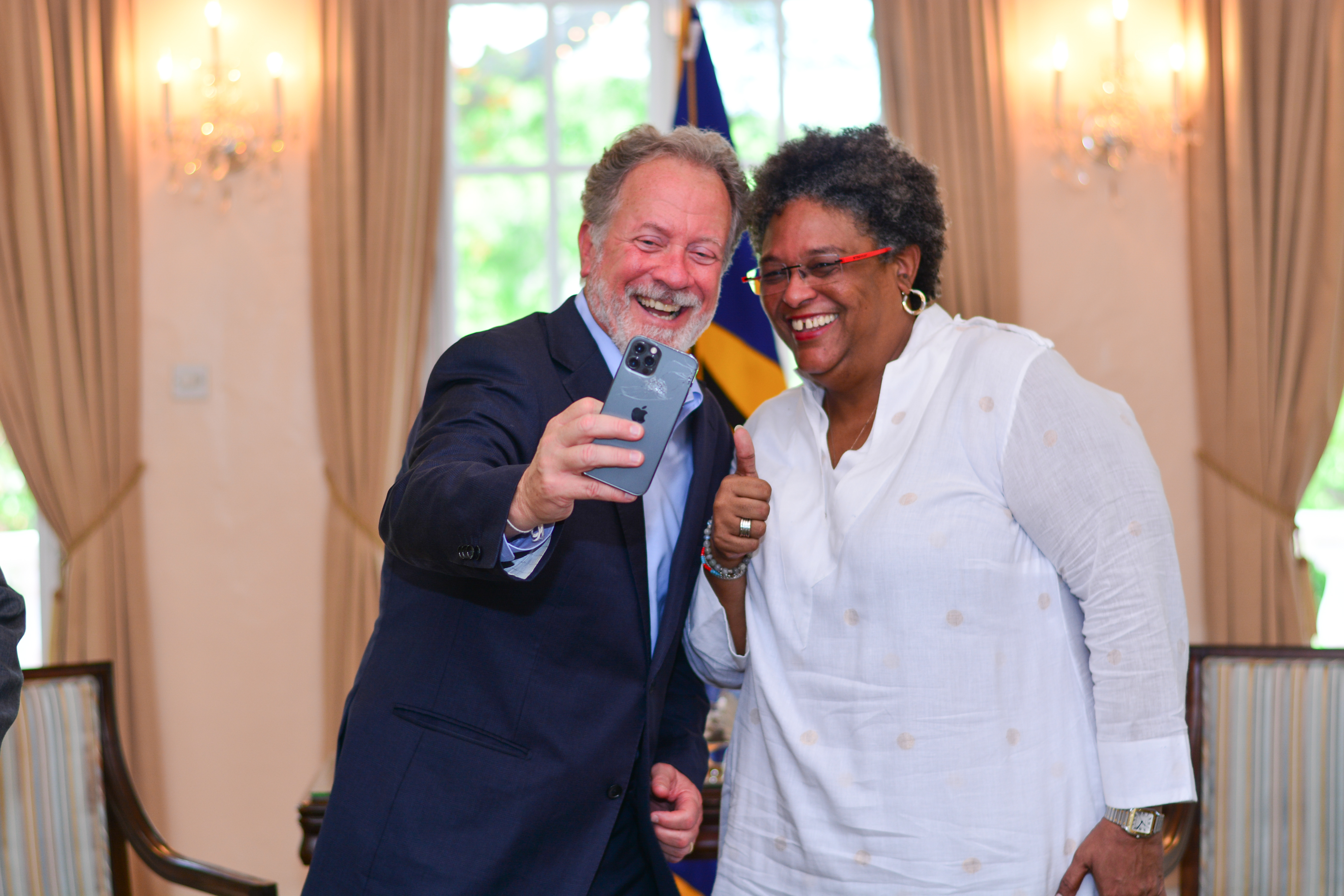
Beasley con la primera ministra de Barbados Mia Mottley.

En febrero de 2017, la embajadora de los Estados Unidos ante las Naciones Unidas, Nikki Haley (también exgobernadora de Carolina del Sur) nominó a Beasley para ser el próximo Director Ejecutivo del Programa Mundial de Alimentos (PMA). El secretario general de las Naciones Unidas, António Guterres, y la Organización de las Naciones Unidas para la Agricultura y la Alimentación, José Graziano da Silva, nombraron a Beasley para el cargo en marzo de 2017, y dijeron que el exgobernador traía "una amplia experiencia con líderes gubernamentales y empresariales clave y partes interesadas de todo el mundo, con recursos muy sólidos habilidades de movilización ". Guterres también dijo que Beasley había estado entre las 23 solicitudes/nominaciones para el puesto.
En 2020 Beasley aceptó el Premio Nobel de la Paz que fue otorgado al Programa Mundial de Alimentos por sus esfuerzos para combatir el hambre en el mundo.
Como el mandato del director del PMA dura cinco años, estaba previsto que Beasley dejara el cargo en abril de 2022. Sin embargo, el secretario general de las Naciones Unidas António Guterres extendió su mandato, teniendo en cuenta crisis alimentarias en curso como la invasión rusa de Ucrania y la pandemia de COVID-19. El presidente de los Estados Unidos Joe Biden, inicialmente se opuso a la extensión del mandato, pero el apoyo bipartidista en el Congreso llevó a Biden a apoyar la extensión. Beasley anunció que dejará el cargo en 2023.

## Vida personal
Beasley está casado con Mary Wood Beasley. Beasley reside actualmente en Roma, la sede mundial del PMA. El 19 de marzo de 2020, dio positivo por COVID-19.

## Distinciones
- 2003: John F. Kennedy Profile in Courage Award[10]